# هانک-یان زووله
هانک-یان زووله (انگلیسی: Henk-Jan Zwolle؛ زادهٔ ۳۰ نوامبر ۱۹۶۴) قایقران روئینگ اهل هلند بود.
وی در مسابقات کشوری و بین‌المللی در مجموع برندهٔ ۲ مدال طلا، ۲ مدال نقره، ۱ مدال برنز شده‌است.